# Carl Elberling (bibliotekar)
 For alternative betydninger, se Carl Elberling. (Se også artikler, som begynder med Carl Elberling)
Carl August Elberling (16. april 1834 i Slagelse – 15. juni 1925 i København) var en dansk biblioteksmand, søn af Carl Wilhelm Elberling, bror til Rudolf Emil Elberling. 
Efter at have taget magisterkonferens i naturhistorie 1859 virkede han 1861-63 som assistent ved Mineralogisk Museum og blev derpå ansat som assistent ved Det Kongelige Bibliotek.
1901 blev han bibliotekar og virkede i denne stilling til 1915. 
Hans litterære arbejder går dels i naturvidenskabelig retning (»Om de danske
Kalktufdannelser« [1870 med supplement 1875], ved hvilken afhandling Elberling 1869 vandt Videnskabernes Selskabs Medaille); dels omhandler de emner af nordisk Litteratur, navnlig Oehlenschlägers digtning (»Oehlenschläger som Gadevisedigter«
[1872], »Oehlenschläger og de østerlandske Eventyr« [1877] m. m.); dels har han vedrørende bibliofile emner skrevet en række afhandlinger, særlig i de af »Foreningen for Boghaandværk« udgivne periodiske skrifter (samlet 1909 under titlen »Breve fra en Bogelsker« om danske exlibris, om bogbind, om bogvennen Jean Grolier, om restaurering af gamle bøger).